# سگوایچ (کلرادو)
سگوایچ (به انگلیسی: Saguache) شهری در ایالت کلرادو کشور ایالات متحده آمریکا است که جمعیت آن در سرشماری سال ۲۰۱۰ میلادی، ۴۸۵ نفر بوده‌است.